# Kabinett Boric
Das Kabinett Boric ist seit dem 11. März 2022 die amtierende chilenische Regierung unter Präsident Gabriel Boric. Sie löst das Kabinett Piñera II ab, das zwischen 2018 und 2022 das Land regierte.

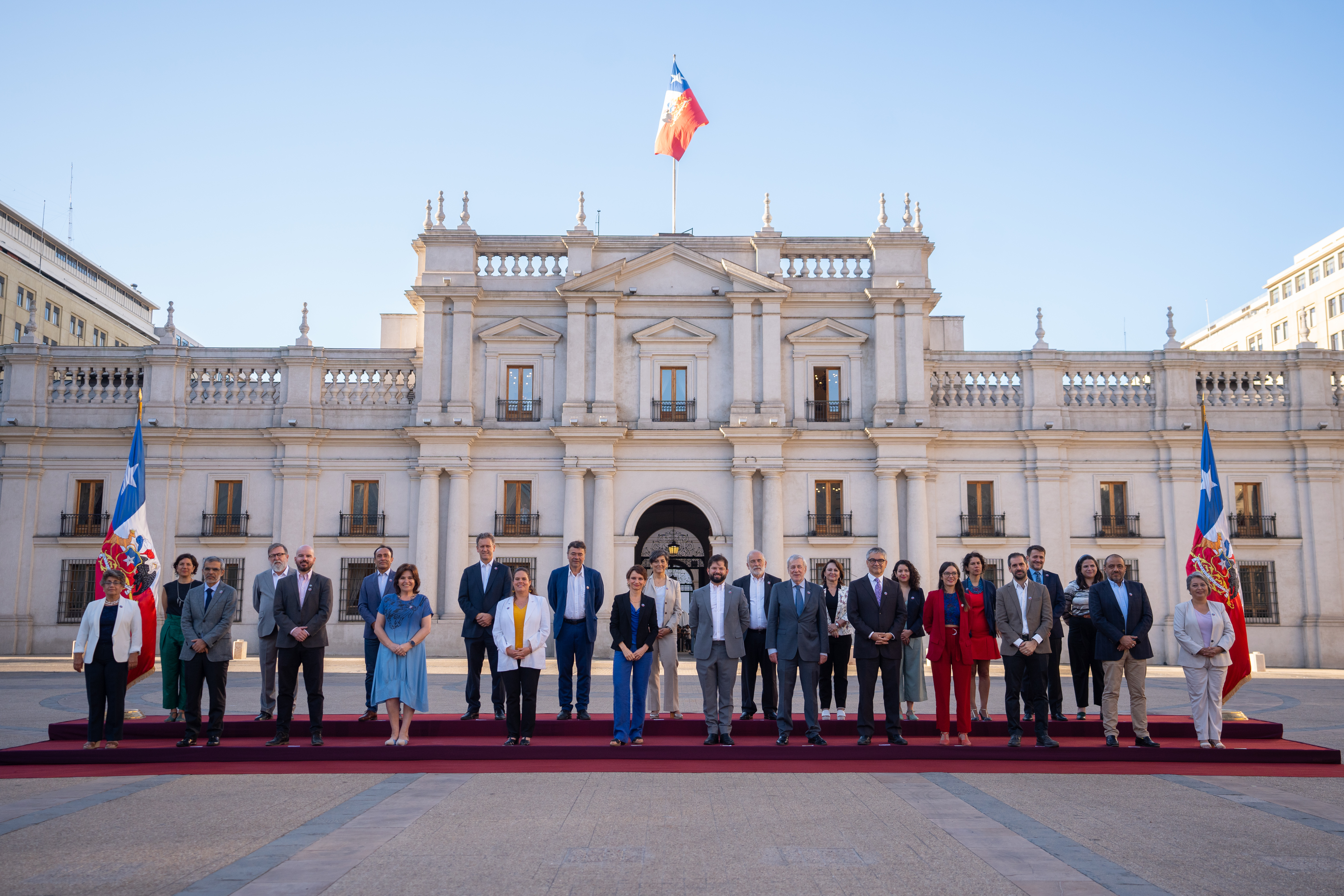
Gruppenfoto der Regierung am 11. März 2023

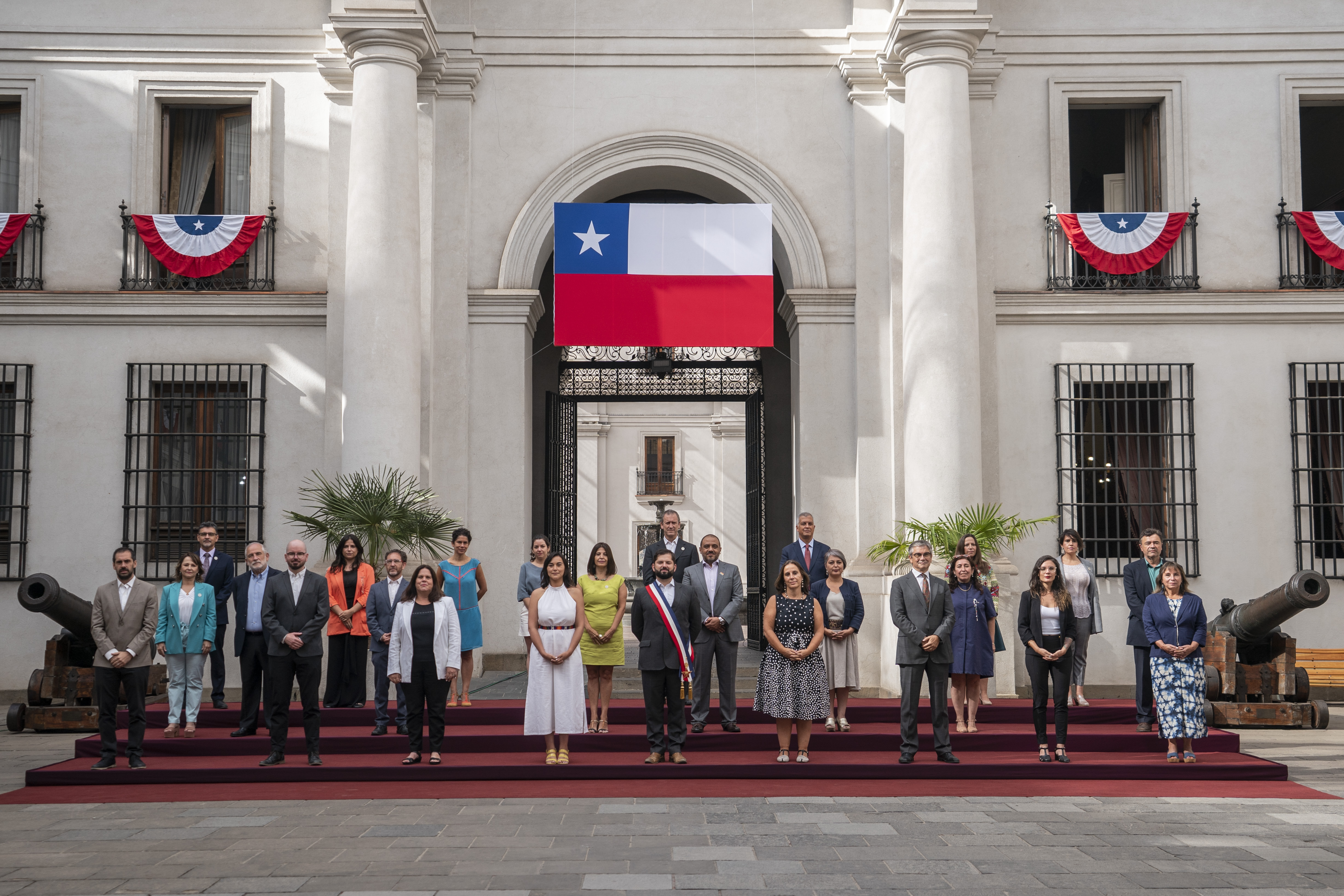
Gruppenfoto der Regierung am 12. März 2022

Boric hatte sich bei der Präsidentschaftswahl in Chile 2021 gegen seinen ultrakonservativen Gegenkandidaten Kast mit 55,87 % der Stimmen durchgesetzt. Bei den gleichzeitig stattfindenden Parlamentswahlen erhielt seine Parteienkoalition Apruebo Dignidad jedoch keine Mehrheit. Im Kabinett sind neben Mitgliedern von Parteien der Koalition Apruebo Dignidad und Unabhängigen auch Mitglieder der erst im Dezember 2021 gegründeten Parteienkoalition Socialismo Democrático vertreten. Dieses Kabinett stellte Boric am 21. Januar 2022 vor. Es ist das erste Kabinett in der Geschichte Chiles, in dem mehr Frauen als Männer vertreten sind. Daneben sind mit dem Bildungsminister Marco Antonio Ávila und der zeitweisen Sportministerin Alexandra Benado erstmals zwei offen homosexuelle Minister im Kabinett.

## Mitglieder der Regierung
| Ressort bzw. Amt                                                     | Amtsinhaber            | Amtsinhaber                                                             | Partei     |
| -------------------------------------------------------------------- | ---------------------- | ----------------------------------------------------------------------- | ---------- |
| Präsident                                                            | Gabriel Boric          | Gabriel Boric                                                           | CS         |
| Ministerium des Inneren und für öffentliche Sicherheit               |                        | Izkia Siches bis 6. September 2022                                      | unabhängig |
| Ministerium des Inneren und für öffentliche Sicherheit               |                        | Carolina Tohá seit 6. September 2022                                    | PPD        |
| Außenministerium                                                     | Antonia Urrejola       | Antonia Urrejola bis 10. März 2023                                      | unabhängig |
| Außenministerium                                                     | Alberto van Klaveren   | Alberto van Klaveren seit 10. März 2023                                 | unabhängig |
| Verteidigungsministerium                                             | Maya Fernández Allende | Maya Fernández Allende                                                  | PS         |
| Finanzministerium                                                    | Mario Marcel           | Mario Marcel                                                            | unabhängig |
| Präsidialamt                                                         | Giorgio Jackson        | Giorgio Jackson bis 6. September 2022                                   | RD         |
| Präsidialamt                                                         |                        | Ana Lya Uriarte 6. September 2022 bis 19. April 2023                    | PS         |
| Präsidialamt                                                         |                        | Álvaro Elizalde seit 19. April 2023                                     | PS         |
| Regierungsamt                                                        | Camila Vallejo         | Camila Vallejo                                                          | PCCh       |
| Ministerium für Wirtschaft, Entwicklung und Tourismus                | Nicolás Grau           | Nicolás Grau                                                            | CS         |
| Ministerium für soziale Entwicklung und Familie                      |                        | Jeannette Vega bis 25. August 2022                                      | unabhängig |
| Ministerium für soziale Entwicklung und Familie                      |                        | Paula Poblete 25. August 2022 bis 6. September 2022 (kommissarisch)     | RD         |
| Ministerium für soziale Entwicklung und Familie                      |                        | Giorgio Jackson 6. September 2022 bis 11. August 2023                   | RD         |
| Ministerium für soziale Entwicklung und Familie                      |                        | Paula Poblete 11. August 2023 bis 16. August 2023 (kommissarisch)       | RD         |
| Ministerium für soziale Entwicklung und Familie                      |                        | Javiera Toro Cáceres seit 16. August 2023                               | COM        |
| Bildungsministerium                                                  |                        | Marco Antonio Ávila bis 16. August 2023                                 | RD         |
| Bildungsministerium                                                  |                        | Nicolás Cataldo seit 16. August 2023                                    | PCCh       |
| Ministerium für Justiz und Menschenrechte                            |                        | Marcela Ríos bis 7. Januar 2023                                         | CS         |
| Ministerium für Justiz und Menschenrechte                            |                        | Jaime Gajardo Falcón 7. Januar 2023 bis 11. Januar 2023 (kommissarisch) | PCCh       |
| Ministerium für Justiz und Menschenrechte                            |                        | Luis Cordero Vega seit 11. Januar 2023                                  | unabhängig |
| Ministerium für Arbeit und Soziales                                  | Jeannette Jara         | Jeannette Jara                                                          | PCCh       |
| Ministerium für öffentliche Bauten                                   |                        | Juan Carlos García Pérez de Arce bis 10. März 2023                      | PL         |
| Ministerium für öffentliche Bauten                                   |                        | Jessica López ab 10. März 2023                                          | PS         |
| Gesundheitsministerium                                               |                        | María Begoña Yarza bis 6. September 2022                                | unabhängig |
| Gesundheitsministerium                                               |                        | Ximena Aguilera seit 6. September 2022                                  | Unabhängig |
| Ministerium für Wohnungsbau und Stadtentwicklung                     |                        | Carlos Montes Cisternas                                                 | PS         |
| Landwirtschaftsministerium                                           |                        | Esteban Valenzuela                                                      | FRVS       |
| Ministerium für Bergbau                                              |                        | Marcela Hernando bis 16. August 2023                                    | PR         |
| Ministerium für Bergbau                                              |                        | Aurora Williams seit 16. August 2023                                    | PR         |
| Ministerium für Verkehr und Telekommunikation                        |                        | Juan Carlos Muñoz                                                       | unabhängig |
| Ministerium für öffentliche Güter                                    |                        | Javiera Toro Cáceres bis 16. August 2023                                | COM        |
| Ministerium für öffentliche Güter                                    |                        | Marcela Sandoval seit 16. August 2023                                   | RD         |
| Ministerium für Energie                                              |                        | Claudio Huepe Minoletti bis 6. September 2022                           | CS         |
| Ministerium für Energie                                              |                        | Diego Pardow seit 6. September 2022                                     | CS         |
| Umweltministerium                                                    |                        | Maisa Rojas                                                             | unabhängig |
| Ministerium für Sport                                                |                        | Alexandra Benado bis 10. März 2023                                      | unabhängig |
| Ministerium für Sport                                                |                        | Jaime Pizarro ab 10. März 2023                                          | unabhängig |
| Ministerium für Frauen und Gleichberechtigung                        |                        | Antonia Orellana                                                        | CS         |
| Ministerium für Kulturen, Kunst und Kulturerbe                       |                        | Julieta Brodsky bis 10. März 2023                                       | CS         |
| Ministerium für Kulturen, Kunst und Kulturerbe                       |                        | Jamie de Aguirre 10. März 2023 bis 16. August 2023                      | unabhängig |
| Ministerium für Kulturen, Kunst und Kulturerbe                       |                        | Carolina Arredondo ab 16. August 2023                                   | unabhängig |
| Ministerium für Wissenschaft, Technologie, Erkenntnis und Innovation |                        | Flavio Salazar bis 6. September 2022                                    | PCCh       |
| Ministerium für Wissenschaft, Technologie, Erkenntnis und Innovation |                        | Silvia Díaz 6. September 2022 bis 10. März 2023                         | unabhängig |
| Ministerium für Wissenschaft, Technologie, Erkenntnis und Innovation |                        | Aisén Etcheverry seit 10. März 2023                                     | unabhängig |